# Дискография Дэвида Ли Рота
Дэвид Ли Рот — американский рок-музыкальный певец. Его дискография состоит из шести студийных альбомов, одного EP, двух сборников и 22 синглов. Из его девяти альбомов четыре были сертифицированы Американской ассоциацией звукозаписывающих компаний как золотые или выше. Eat 'Em and Smile, Skyscraper и Crazy from the Heat сертифицированы как платиновые, а A Little Ain't Enough — как золото. По состоянию на 2012 год все пластинки Дэвида Ли Рота от Warner Brothers должны пройти повторную сертификацию.
Рот выпустил 22 сингла, четыре из которых вошли в топ-40 американского Billboard Hot 100. Его дебютный сингл 1985 года «California Girls» занял 3-е место в Hot 100, а сингл 1988 года «Just Like Paradise» занял 6-е место в том же чарте. «Just Like Paradise» также является первым (и единственным на сегодняшний день) синглом Рота номер один в любом чарте Billboard. Он занял первое место в чарте Billboard Hot Mainstream Rock Tracks. Большинство его синглов добились успеха в международных чартах, особенно в Канаде и Новой Зеландии, где у Рота есть несколько Топ-20 хитов в обеих странах.
В 2006 году он вновь присоединился к Van Halen — группе, которую он помог вывести на международную суперзвезду, — а затем активно гастролировал. Первый полноформатный альбом Рота с Van Halen с 1984 года, A Different Kind of Truth, был выпущен 7 февраля 2012 года и имел широкий коммерческий и критический успех.

## Альбомы

### Студийные Альбомы
| Название                                                                              | Детали                                                                  | Наивысшая позиция в чарте | Наивысшая позиция в чарте | Наивысшая позиция в чарте | Наивысшая позиция в чарте | Наивысшая позиция в чарте | Наивысшая позиция в чарте | Наивысшая позиция в чарте | Наивысшая позиция в чарте | Наивысшая позиция в чарте | Наивысшая позиция в чарте | Наивысшая позиция в чарте | Наивысшая позиция в чарте | Наивысшая позиция в чарте | Продажи       | Сертификации                                    |
| Название                                                                              | Детали                                                                  | США                       | Амер. Инди                | Австр.                    | Кан.                      | Фин.                      | Герм.                     | Нидер.                    | Норв.                     | Н. Зел.                   | Яп.                       | Швец.                     | Швейцар.                  | Соед. Кор.                | Продажи       | Сертификации                                    |
| ------------------------------------------------------------------------------------- | ----------------------------------------------------------------------- | ------------------------- | ------------------------- | ------------------------- | ------------------------- | ------------------------- | ------------------------- | ------------------------- | ------------------------- | ------------------------- | ------------------------- | ------------------------- | ------------------------- | ------------------------- | ------------- | ----------------------------------------------- |
| Eat 'Em and Smile                                                                     | - Выпущен: 7 июля, 1986 - Лейбл: Warner Bros. - Форматы: LP, кассета    | 4                         | —                         | 26                        | 13                        | 5                         | 51                        | 57                        | 17                        | 50                        | 9                         | 12                        | 29                        | 28                        |               | - RIAA: Платиновый - BPI: Золотой               |
| Skyscraper                                                                            | - Выпущен: 26 января, 1988 - Лейбл: Warner Bros. - Форматы: LP, кассета | 6                         | —                         | 15                        | 6                         | 1                         | 28                        | 39                        | 9                         | 12                        | 7                         | 13                        | 13                        | 11                        |               | - RIAA: Платиновый - BPI: Золотой               |
| A Little Ain't Enough                                                                 | - Выпущен: 15 января, 1991 - Лейбл: Warner Bros. - Форматы: CD, кассета | 18                        | —                         | 26                        | 21                        | 1                         | 12                        | 30                        | 9                         | —                         | 17                        | 11                        | 5                         | 4                         |               | - RIAA: Золотой - BPI: Серебряный - MC: Золотой |
| Your Filthy Little Mouth                                                              | - Выпущен: 8 марта, 1994 - Лейбл: Warner Bros. - Форматы: CD, кассета   | 78                        | —                         | 91                        | —                         | 12                        | 62                        | —                         | —                         | —                         | 26                        | 23                        | 25                        | 28                        | - США: 61,782 |                                                 |
| DLR Band                                                                              | - Выпущен: 9 июня, 1998 - Лейбл: Wawazat!! - Форматы: CD, кассета       | 172                       | —                         | —                         | —                         | —                         | —                         | —                         | —                         | —                         | —                         | —                         | —                         | —                         | - США: 51,612 |                                                 |
| Diamond Dave                                                                          | - Выпущен: 8 июля, 2003 - Лейбл: Magna Carta - Форматы: CD              | —                         | 18                        | —                         | —                         | —                         | —                         | —                         | —                         | —                         | —                         | —                         | —                         | —                         |               |                                                 |
| «—» обозначает, что запись не попала в чарты или не была выпущена на этой территории. |                                                                         |                           |                           |                           |                           |                           |                           |                           |                           |                           |                           |                           |                           |                           |               |                                                 |

### Сборники
| Название                         | Детали                                                                   | Наивысшая позиция в чарте | Наивысшая позиция в чарте |
| Название                         | Детали                                                                   | США                       | Финляндия                 |
| -------------------------------- | ------------------------------------------------------------------------ | ------------------------- | ------------------------- |
| The Best                         | - Выпущен: 28 октября, 1997 - Лейбл: Warner Bros. - Форматы: CD, кассета | 199                       | 30                        |
| Greatest Hits/The Deluxe Edition | - Выпущен: 19 ноября, 2013 - Лейбл: Friday Music - Форматы: CD           | —                         | —                         |

## Мини-альбомы
| Название            | Детали                                                                   | Наивысшая позиция в чарте | Наивысшая позиция в чарте | Наивысшая позиция в чарте | Наивысшая позиция в чарте | Наивысшая позиция в чарте | Наивысшая позиция в чарте | Сертификации       |
| Название            | Детали                                                                   | США                       | Кан.                      | Фин.                      | Н. Зел.                   | Яп.                       | Соед. Кор.                | Сертификации       |
| ------------------- | ------------------------------------------------------------------------ | ------------------------- | ------------------------- | ------------------------- | ------------------------- | ------------------------- | ------------------------- | ------------------ |
| Crazy from the Heat | - Released: 28 января, 1985 - Лейбл: Warner Bros. - Форматы: LP, кассета | 15                        | 14                        | 21                        | 21                        | 18                        | 91                        | - RIAA: Платиновый |

## Синглы
| Название                                   | Год  | Наивысшая позиция в чарте | Наивысшая позиция в чарте | Наивысшая позиция в чарте | Наивысшая позиция в чарте | Наивысшая позиция в чарте | Наивысшая позиция в чарте | Наивысшая позиция в чарте | Наивысшая позиция в чарте | Альбом                   |
| Название                                   | Год  | США                       | США Рок                   | Австр.                    | Кан.                      | Фин.                      | Нидер.                    | Н. Зел.                   | Соед. Кор.                | Альбом                   |
| ------------------------------------------ | ---- | ------------------------- | ------------------------- | ------------------------- | ------------------------- | ------------------------- | ------------------------- | ------------------------- | ------------------------- | ------------------------ |
| "California Girls"[A]                      | 1985 | 3                         | 3                         | 6                         | 10                        | —                         | 44                        | 7                         | 68                        | Crazy from the Heat      |
| "Easy Street" [airplay]                    | 1985 | —                         | 14                        | —                         | —                         | —                         | —                         | —                         | —                         | Crazy from the Heat      |
| "Just a Gigolo/I Ain't Got Nobody"         | 1985 | 12                        | 25                        | 13                        | 7                         | —                         | —                         | 6                         | —                         | Crazy from the Heat      |
| "Yankee Rose"                              | 1986 | 16                        | 10                        | 33                        | 29                        | 10                        | —                         | —                         | —                         | Eat 'Em and Smile        |
| "Goin' Crazy!"                             | 1986 | 66                        | 12                        | —                         | —                         | —                         | —                         | —                         | —                         | Eat 'Em and Smile        |
| "That's Life"                              | 1986 | 85                        | —                         | —                         | —                         | —                         | —                         | —                         | —                         | Eat 'Em and Smile        |
| "Tobacco Road" [США промо]                 | 1986 | —                         | 10                        | —                         | —                         | —                         | —                         | —                         | —                         | Eat 'Em and Smile        |
| "I'm Easy"                                 | 1986 | —                         | —                         | —                         | —                         | —                         | —                         | —                         | —                         | Eat 'Em and Smile        |
| "Just Like Paradise"                       | 1988 | 6                         | 1                         | 14                        | 8                         | 6                         | 77                        | 13                        | 27                        | Skyscraper               |
| "Knucklebones" [США промо]                 | 1988 | —                         | 45                        | —                         | —                         | —                         | —                         | —                         | —                         | Skyscraper               |
| "Stand Up"                                 | 1988 | 64                        | 5                         | —                         | —                         | —                         | —                         | —                         | 72                        | Skyscraper               |
| "Damn Good"                                | 1988 | —                         | 2                         | —                         | —                         | —                         | —                         | —                         | —                         | Skyscraper               |
| "A Lil' Ain't Enough"                      | 1991 | —                         | 3                         | 42                        | 41                        | 4                         | 58                        | —                         | 32                        | A Little Ain't Enough    |
| "Sensible Shoes"                           | 1991 | —                         | 6                         | —                         | 48                        | —                         | —                         | —                         | 81                        | A Little Ain't Enough    |
| "Tell the Truth" [США промо]               | 1991 | —                         | 39                        | —                         | —                         | —                         | —                         | —                         | —                         | A Little Ain't Enough    |
| "She's My Machine"                         | 1994 | —                         | 12                        | —                         | —                         | 10                        | —                         | —                         | 64                        | Your Filthy Little Mouth |
| "Night Life"                               | 1994 | —                         | —                         | —                         | —                         | —                         | —                         | —                         | 72                        | Your Filthy Little Mouth |
| "Don't Piss Me Off" [США промо]            | 1997 | —                         | 33                        | —                         | —                         | —                         | —                         | —                         | —                         | The Best                 |
| "Slam Dunk" [airplay]                      | 1998 | —                         | 11                        | —                         | —                         | —                         | —                         | —                         | —                         | DLR Band                 |
| "Somewhere Over The Rainbow Bar and Grill" | 2020 | —                         | —                         | —                         | —                         | —                         | —                         | —                         | —                         | Вне-альбомные синглы     |
| "Giddy — Up!"                              | 2021 | —                         | —                         | —                         | —                         | —                         | —                         | —                         | —                         | Вне-альбомные синглы     |
| "Lo-Rez Sunset"                            | 2021 | —                         | —                         | —                         | —                         | —                         | —                         | —                         | —                         | Вне-альбомные синглы     |

- A^ "California Girls" также достигла 29-го места в американском чарте Billboard Adult Contemporary.[29]

## Видеоальбомы
| Название               | Детали                                                          |
| ---------------------- | --------------------------------------------------------------- |
| David Lee Roth: Videos | - Выпущен: 1986 - Лейбл: Warner Bros. - Форматы: VHS, LaserDisc |
| No Holds Bar-B-Q       | - Выпущен: 2002 - Лейбл: Неизвестен - Форматы: VHS              |